# Violeta Andrei
Violeta Andrei (ur. 29 marca 1941 roku w Braszowie) – rumuńska aktorka.

## Życiorys
W 1965 ukończyła studia aktorskie w Akademii Sztuk Teatralnych i Kinematografii Ion Luca Caragiale w Bukareszcie. W tym samym roku zadebiutowała na scenie stołecznego Teatru Giulești (późniejszy Teatr Odeon). W 1966 zadebiutowała na dużym ekranie rolą wdowy po górniku w filmie Golgota (reż. Mircea Drăgan). Zagrała w 30 filmach fabularnych. Za rolę Ioany w filmie Eu, tu, și... Ovidiu została uhonorowana nagrodą przyznawaną przez rumuńskich filmowców.
Była żoną ministra spraw zagranicznych Rumunii Ștefana Andrei (1931-2014), za którego wyszła jeszcze w czasie studiów.

## Filmografia
- 1966: Golgota
- 1969: Neînfricatii
- 1970: Canarul și viscolul
- 1972: Felix și Otilia
- 1972: Astă seară dansăm în familie jako Gina
- 1975: Ștefan cel Mare - Vaslui 1475 jako żona Stefana
- 1975: Veronica se întoarce jako Maruntica
- 1976: W pyle gwiazd jako Rali
- 1978: Ramiona Afrodyty
- 1978: Eu, tu, și... Ovidiu jako Ioana
- 1981: Capcana mercenarilor jako księżna Ester
- 1981: Sing, Cowboy, sing jako Maria
- 1982: Comoara
- 1982: Wilhelm Cuceritorul
- 1983: Cyrkowcy jako Lysette Marceloni
- 2009: Nimeni nu-i perfect jako Mada